# Humboldt-Universität zu Berlin
Humboldt-Universität zu Berlin er Berlins ældste universitet, grundlagt 15. oktober 1811 af den liberale preussiske uddannelsesreformator og lingvist Wilhelm von Humboldt. I maj 1945 blev universitetet placeret i den sovjetiske sektor. Indtil 2009 var Museum für Naturkunde (Berlin) en del af universitetet.
Universitetet har huset mange af Tysklands største tænkere i de sidste to århundreder, blandt andre filosofferne J.G. Fichte, Friedrich Schelling, G.W.F. Hegel, Arthur Schopenhauer, Karl Marx, teologen Friedrich Schleiermacher, retsteoretikeren Friedrich Karl von Savigny, fysikerne Albert Einstein, Wernher von Braun og Max Planck. 29 Nobelpristagere har haft deres virke ved universitetet.

## Reference
1. ↑  Humboldt-Universität zu Berlin på lex.dk
2. ↑  Museum für Naturkunde wird eine Stiftung Arkiveret 1. oktober 2023 hos  Wayback Machine på hu-berlin.de

52°31′5″N 13°23′36″Ø / 52.51806°N 13.39333°Ø